# 比吉斯
比吉斯（英語：Bee Gees，或称比知樂隊、蜜蜂合唱團）是來自澳洲的三人兄弟乐队組合，成員包括大哥巴里·吉布（Barry Gibb）、及雙胞胎羅賓·吉布（Robin Gibb）和莫里斯·吉布（Maurice Gibb），他们跨越多个音乐流派，把摇滚乐、迪斯可、節奏藍調融为一体，風靡了澳洲、英國、美國，甚至世界各地的民眾。他們对现代音乐与大众文化产生极其深远的影响。

## 歷史

### 少年薰陶（1940—1950年代）
比吉斯三兄弟出生在愛爾蘭海的曼島，因其父親 Hugh 是一隊樂團的團長和鼓手，而母親 Barbara 則是位歌手，所以幾名兄弟自小已受音樂的薰陶。1955年，9歲的巴里已經開始用父親送給他的吉他自彈自唱，而幫他伴奏的是他兩個6歲的兄弟羅賓與莫里斯，他們更在聖誕晚會上表演。
1957年，他們以 The Rattlesnakes 為團名在布里斯本的賽馬場表演。一年後，他們隨著父母移民至澳洲。

### 名聲漸響（1960年代）
1966年，歌曲「Spicks & Specks」為他們在澳洲得到單曲冠軍。1967年改團名為比吉斯，重返英國，並以勞勃·史提伍擔任經紀人，從此，比吉斯名聲更加響亮。1967年推出的首張大碟「The Bee Gees First」讓他們成為排行榜上的常勝軍。
早期的比吉斯以充滿靈魂的音樂為走向，指標作「To Love Somebody」便是獻給奧蒂斯·雷丁這位對羅賓唱腔影響極鉅的靈魂樂和節奏藍調大師。在專輯呈現上比吉斯也不落俗套，1969年的「Odessa」便是一例，但當年，因為羅賓與巴里和經理人吵架而不願上台，甚至一度單飛，吉布長女李詩莉（Lesley）成為代唱，是比吉斯樂迷鮮為人知的家庭成員。

### 高峰（1970年代）

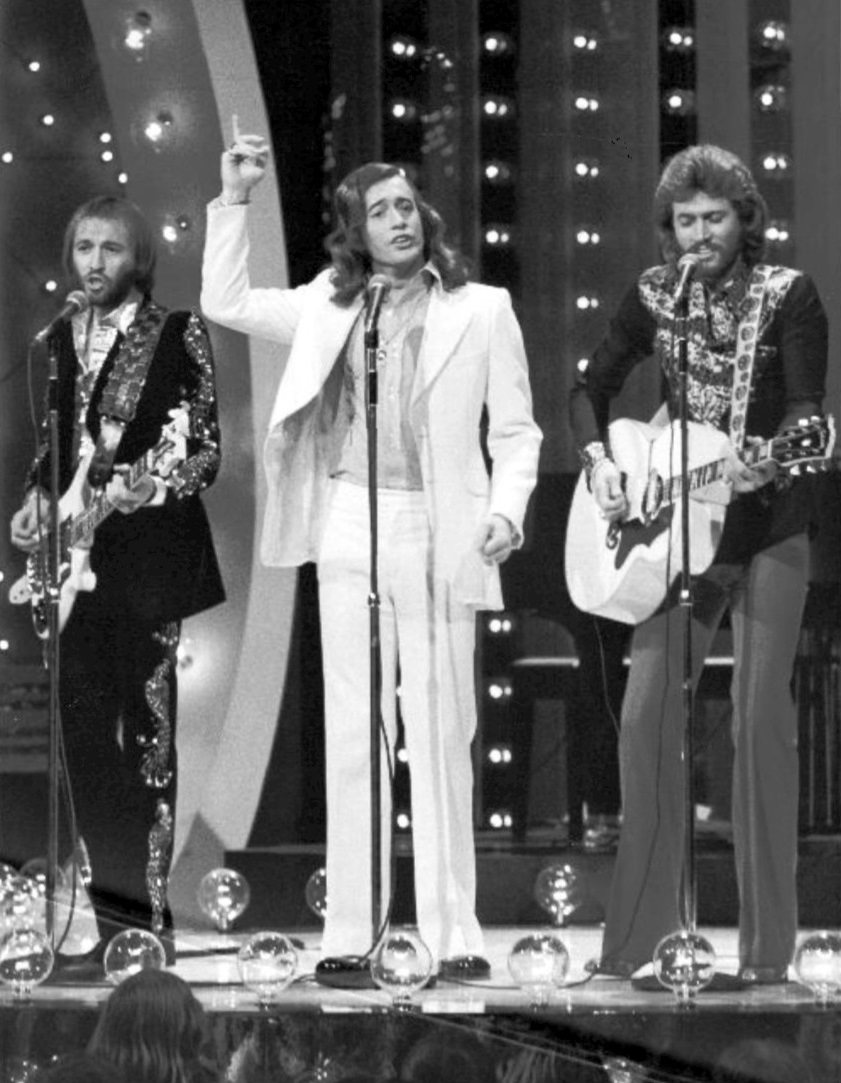
比吉斯1973年在綜藝節目 The Midnight Special

隨著「How Can You Mend A Broken Heart」在1970年代初期奪下排行榜的冠軍，比吉斯堂堂邁入他們的輝煌時期。70年代中期，比吉斯轉向他們稱之為『藍眼靈魂樂』的音樂風格，以假音唱腔搭配富旋律的曲調與肥厚的貝斯聲線，儼然成為新式的節奏藍調風潮。「Main Course」這張由亞里夫·馬汀打造的專輯，其中2支單曲「Jive Talkin'」與「Nights on Broadway」更在1970年代轟動各大舞池。
然而對之後的「Saturday Night Fever（週末狂熱）」而言，它們只是道開胃前菜，因為這張《Saturday Night Fever》電影原聲帶後來成為1970年代最受歡迎的專輯，並開出4千萬張的銷售狂潮。接下來的「Spirits Having Flown」奠定了他們「世界最偉大樂團」的地位。而三人的弟弟安迪·吉布（Andy Gibb）也開始發展。

### 個人發展（1980年代）
比吉斯在1980年代開始各自發展。初期，布里與他的製作群大部份時間都在和歌壇巨星如芭芭拉·史翠珊的專輯「Guilty」、戴安娜·羅絲的「Chain Reaction」、狄昂‧華薇克的「Heartbreaker」以及肯尼·羅傑斯與桃麗·芭頓合唱的「Islands in the Stream」合作，這些由比吉斯創作加上布里製作的歌曲，最後多數都成為歌手們最具代表的作品。而最比吉斯本身也以UK冠軍「You Win Again」再現橫掃全球的魅力。

### 巡迴演出（1990年代）
1990年初比吉斯在五大洲舉辦久違的現場演出，緊接著的「One Night Only」電視特集更在全球造成熱烈迴響。

### 重創（2000-2003年）
2001年推出的「This Is Where I Came In」大受歡迎，對於在流行音樂界有著舉足輕重地位的比吉斯而言，能在數十年後依舊受到歡迎與尊重的確是件很棒的事，而也再次證明比吉斯的音樂有著跨越時代的魅力。更在2002年獲得英女王授予大英帝國司令勳章。
可惜，在2003年，莫里斯在美国迈阿密当地时间周日（1月12日）凌晨0时45分突然病逝，比吉斯三兄弟的現場演奏成為絕響。

### 解散時期（2004-2008年）
莫里斯因医疗失误而不幸逝世后，巴里和羅賓都极度伤心，宣布以后都不再以 Bee Gees 名义演出。但2005年一月，巴里、羅賓和一些传奇歌手出了专辑《Grief Never Grows Old》以帮助南亚大海啸中的灾民。
不久，巴里在好友芭芭拉·史翠珊的劝说下决定重新出山，并为她创作了专辑《Guilty Pleasures》，并取得了巨大的成功。而此时，羅賓正在欧洲巡回演出。
2006年二月，巴里和羅賓在莫里斯逝世后于迈亚密首次重组登场，帮助糖尿病研究。
之後罹患結腸癌和肝癌的羅賓，因抗癌身體虛弱染上肺炎，終究不敵病魔，於2012年5月20日辭世，享年62歲。

### 解體（2009-2012年）
從此，樂隊成員只有巴里至今仍然活躍。

## 成員列表

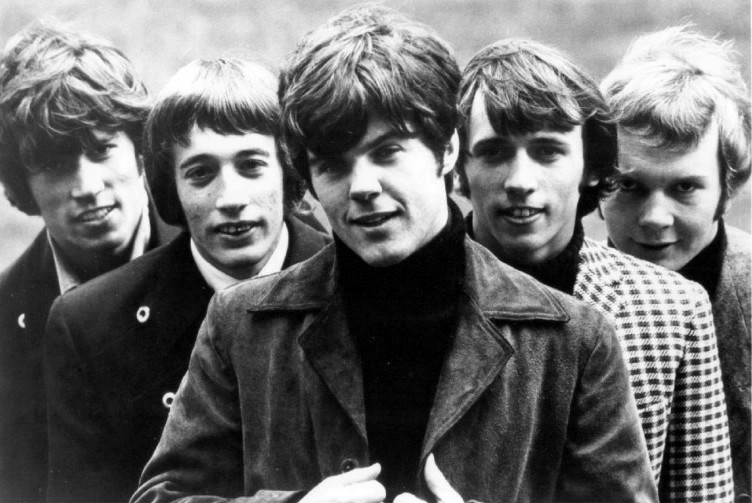
1970年比吉斯成員

### 離任團員
- 節奏吉他手 - Barry Gibb（1958年－2003年，2009年－2012年）
- 眾多樂器 - Maurice Gibb（1958年－2003年）*
- 主奏吉他手 - Vince Melouney（1967年－1968年）
- 主奏吉他手 - Alan Kendall（1971年－1980年，1987年－2001年）
- 鼓手 - Colin Petersen（1967年－1969年）
- 鼓手 - Geoff Bridgeford（1969年－1972年）
- 鼓手 - Dennis Bryon（1974年－1980年）
- 鍵盤 - Blue Weaver（1975年－1980年）

*註：1966年－1972年演奏主奏和節奏吉他、貝斯、鋼琴、鍵盤、鼓、風琴、合成器，70年代末期開始主要擔任貝斯手，1986年開始主要演奏吉他和鍵盤。

## 獎項
- 7次葛萊美獎
- 全英音樂獎「傑出貢獻獎」

## 紀錄
比吉斯締造了兩項空前絕後的紀錄：音樂史上唯一連續創作出6首全美冠軍曲的藝人、與披頭四同時擁有5首歌曲在美國單曲榜 Top 10 的歌手。

## 歷年專輯
精選集部分只列出主要發行的專輯：

### 錄音室專輯
- 1965年 The Bee Gees Sing and Play 14 Barry Gibb Songs
- 1966年 Spicks and Specks
- 1967年 Bee Gees
- 1968年 Horizontal
- 1968年 Idea
- 1969年 Odessa
- 1970年 Cucumber Castle
- 1970年 2 Year On
- 1971年 Trafalgar
- 1972年 To Whom It May Concern
- 1973年 Life In A Tin Can
- 1974年 Mr. Natural
- 1975年 Main Course
- 1976年 Gold
- 1976年 Children Of The World
- 1979年 Spirits Having Flown
- 1981年 Living Eyes
- 1987年 E.S.P.
- 1989年 One
- 1991年 High Civilization
- 1993年 Size Isn't Everything
- 1997年 Still Waters
- 2001年 This Is Where I Came In
- 2009年 The Ulitate Bee Gees (Celebration of Bee Gees 50th Anniversary)

### 現場專輯
- 1977年 Here At Last…Live
- 1998年 One Night Only

### 精選輯
- 1969年 Best Of The Bee Gees
- 1973年 Best of Bee Gees, Volume 2
- 1976年 Bee Gees Gold
- 1979年 Bee Gees Greatest
- 1990年 The Very Best of the Bee Gees
- 2001年 Their Greatest Hits: The Record
- 2004年 Number One
- 2005年 Love Songs
- 2009年 The Ultimate Bee Gees

### 原聲帶
- 1977年 Saturday Night Fever
- 1983年 Staying Alive

## 英国／美国冠军单曲
- 1967年 – Massachusetts (The Lights Went Out In) 英国
- 1968年 – I've Gotta Get a Message to You 英国
- 1971年 – How Can You Mend a Broken Heart 美国
- 1975年 – Jive Talkin 美国
- 1976年 – You Should Be Dancing 美国
- 1977年 – How Deep Is Your Love 美国
- 1978年 – Stayin' Alive 美国
- 1978年 – Night Fever 英国／美国
- 1978年 – Too Much Heaven 美国
- 1979年 – Tragedy 英国／美国
- 1979年 – Love You Inside Out 美国
- 1987年 – You Win Again 英国